# 스게타촌
스게타촌(菅田村)은 에히메현 기타군에 설치되었던 촌이다. 현재의 오즈시에 해당한다.